# 회색들창코원숭이
회색들창코원숭이(Rhinopithecus brelichi) 또는 구이저우들창코원숭이는 긴꼬리원숭이과 에 속하는 영장류의 일종이다. 중국이 원산지로, 우링산맥에 산다. 현지에서는 구이저우황금머리카락원숭이(黔金丝猴) 또는 회색황금머리카락원숭이(灰金丝猴)로 불린다. 야생에서 살고 있는 전체 개체수가 약 20개 무리에 약 750마리 미만밖에 없을 정도로 멸종 위기에 처해 있다.